# Obligationes quasi ex delicto
Le obligationes quasi ex delicto sono delle obbligazioni del diritto romano. Secondo la classificazione delle fonti delle obbligazioni introdotte da Giustiniano nelle Institutiones: ogni obligatio sorge aut ex contractu aut quasi ex contractu aut ex delicto aut quasi ex delicto. Tra le obbligazioni quasi ex delicto si annoverarono obbligazioni nascenti da atti illeciti pretori non dolosi, giudicati meno gravi rispetto ai delitti e contemplati da Gaio già tra le variae causarum figurae.
- Iudex qui litem suam fecerit: era il caso del giudice che avesse giudicato malamente, più che altro per imperizia. Alla parte che ne risentiva si dava un’actio in factum, poenalis. La pena pecuniaria veniva stabilita secondo criteri di equità.
- Effusum vel deiectum: il pretore intervenne qui per tutelare le persone e le cose danneggiate per lanci di oggetti dall'alto delle case di abitazione sulla pubblica via. All'uopo si dava actio in factum, poenalis contro l'habitator. la condanna pecuniaria era nel duplum per danni a cose; fissa per danni alle persone (morte e ferimento)
- Positum aut sospensum: Altra azione in factum diretta alla persecuzione di una pena fissa contro l'habitator della casa sul cui tetto o cornicione fosse stata appoggiata o posata qualsiasi cosa che avrebbe potuto provocare danni cadendo.
- Actiones adversus stabularios, caupones, nautas: si trattava di azioni in factum in duplum concesse dal pretore per i furti e i danneggiamenti a passeggeri sulle navi, nelle stazioni e locande contro gli armatori, gli albergatori e i gestori.

In tutti e quattro i casi i Romani ammisero per evidenti ragioni di ordine pratico una responsabilità oggettiva, senza colpa.